# Stewart Copeland
Stewart Armstrong Copeland (Alexandria, 16 luglio 1952) è un batterista statunitense, noto per essere stato fondatore e batterista del gruppo inglese The Police.

## Biografia

### La nascita e gli anni nel medioriente
Nato ad Alexandria, Virginia, Copeland è figlio di un agente della CIA (Miles Copeland Jr., tra i suoi fondatori), che si occupava di contatti col mondo medio-orientale, e di un membro della British Intelligence, l'archeologa scozzese Lorraine Adie.
A nove mesi dalla nascita, si trasferì con la sua famiglia nel Medio Oriente, stabilendosi a Beirut dove frequentò la American Community School; inoltre il padre, essendo stato un trombettista jazz negli anni trenta, inizia ad impartire lezioni di trombone a Stewart. All'età di tredici anni, quando il fratello Ian prende in prestito una batteria da un amico, Stewart scopre la sua passione per lo strumento ed il padre provvede a farglielo studiare con uno dei più grandi batteristi del Libano.

### Il trasferimento in Inghilterra ed il periodo con i Curved Air
Nel 1966 la famiglia Copeland si stabilì in Inghilterra dove Stewart proseguì i suoi studi in un college a Millfield. Qui nelle ore dopo la scuola inizia a frequentare un corso di equitazione che diventerà la sua seconda grande passione, tanto che negli anni a venire fonderà una sua scuderia. Si diploma e l'anno successivo s'iscrive all'Università di San Diego: è la prima volta che scopre gli Stati Uniti, il suo paese d'origine. In seguito si trasferisce a Berkeley dove si laurea.
Si trasferì a Londra nell'estate del 1973, dove iniziò la sua carriera suonando con il gruppo di rock progressivo Curved Air nel 1975. Durante la sua militanza nel gruppo registrò due album (Midnight Wire e Airborne) ed inoltre sposò Sonja Kristina, la cantante del gruppo.
Diventò famoso per la sua miscela di precisi, energici e creativi suoni rock con uno stile influenzato dal reggae a tal punto che la rivista Melody Maker lo volle intervistare per fare una biografia su di lui a soli 23 anni. Successivamente il gruppo si trova in un vicolo cieco e dopo un concerto a Newcastle non vengono programmati altri concerti. Ma è proprio in quell'ultima data che Stewart vede in concerto per la prima volta Sting, il cui gruppo di jazz fusion si esibisce dopo i Curved Air.

### La formazione dei Police
Di ritorno a Londra, Stewart decide di contattare Sting per formare un gruppo punk. Sting lo raggiunge insieme alla moglie ed al loro figlio neonato ed assieme al chitarrista Henry Padovani forma il gruppo che inizialmente si chiamò Strontium 90. In seguito Padovani venne sostituito da Andy Summers e le sonorità che all'inizio erano punk cambiano nettamente in un mix di rock e reggae. Suo fratello maggiore, Miles Copeland III, fu il manager del gruppo nel quale Stewart militò dal 1977 al 1984 e poi brevemente nel 1986, insieme a Sting e Andy Summers.
L'altro fratello Ian Copeland è invece stato promoter dei R.E.M., dei Simple Minds e dei Cure agli inizi della loro carriera, ed è prematuramente scomparso il 26 maggio 2006 per un tumore.
Durante la permanenza nei Police, con lo pseudonimo di Klark Kent realizzò un buon numero di singoli nel 1978 ed uno di questi, Don't Care, ebbe anche un discreto successo nelle classifiche di quell'anno. Realizzò anche un album nel 1980, intitolato semplicemente Klark Kent, pubblicato in vinile verde ma dovette abbandonare il progetto viste le difficoltà con i detentori dei diritti del quasi omonimo personaggio dei fumetti.

### La carriera post Police
A seguito del deterioramento nei rapporti con gli altri due membri dei Police, nel 1983 pubblicò in collaborazione con Stan Ridgway il singolo Don't Box Me In, per la colonna sonora del film Rusty il selvaggio, e nel 1986 pubblicò l'album The Rhythmatist ; nel 1989 formò il gruppo Animal Logic insieme al bassista jazz Stanley Clarke ed alla cantante Deborah Holland. La band ebbe un discreto successo dopo la pubblicazione del primo album, Animal Logic, e nel susseguente tour, ma le vendite del successivo album del 1991, Animal Logic II, furono basse ed il trio si sciolse.
In seguito cominciò a scrivere colonne sonore per film come Rusty il selvaggio di Francis Ford Coppola, per il quale nel 1983 ha vinto un Golden Globe, Talk Radio, Wall Street, Piovono pietre, serie televisive (Un giustiziere a New York, Dead Like Me e Desperate Housewives per cui scrisse le canzoni solo per una puntata), videogiochi (Spyro the Dragon, Spyro 2: Gateway to Glimmer, Spyro: Year of the Dragon, Spyro: Enter the Dragonfly e Spyro: Reignited Trilogy), opere e balletti.
Ha inoltre scritto la colonna sonora per l'episodio pilota della serie televisiva Babylon 5, The Gathering. Quando il telefilm diventò una serie settimanale, Copeland non era disponibile e venne quindi ingaggiato Christopher Franke dei Tangerine Dream.

### Il nuovo millennio
Nel 2000 si è unito a Les Claypool dei Primus (per i quali aveva prodotto la canzone Dirty Drowning Man dell'album Antipop) e Trey Anastasio dei Phish per creare la band Oysterhead, con cui ha pubblicato un solo album, The Grand Pecking Order, seguito da un tour con poche date e principalmente negli Stati Uniti, prima di sciogliersi. Si sono riuniti nel 2006 per un unico concerto al Bonnaroo. Nel 2002 Ray Manzarek e Robby Krieger dei Doors, vista l'indisponibilità di John Densmore, lo invitarono a registrare un nuovo album e fare un tour. Ma, dopo che Copeland si ferì per cause non attinenti alla sua attività di musicista, l'accordo preso con i due finì in malo modo, con azioni legali da ambo le parti.
A partire dal 2004 collabora attivamente con l'ensemble Notte della Taranta (di cui è stato maestro concertatore nel 2003) nel Salento, dove è ormai di casa, tanto da avere la cittadinanza onoraria di Melpignano, paese che, ormai da anni, ospita il grande evento.
Negli ultimi anni è impegnato nella riscoperta del patrimonio etnomusicale e nella sintesi tra questo ed i linguaggi strumentali e musicali del rock e del jazz. Nel 2005 ha avviato il progetto Gizmo, insieme al chitarrista di musica d'avanguardia David Fiuczynski ed al tastierista italiano Vittorio Cosma. Il progetto prevede la rivisitazione di brani esclusivamente composti da Copeland sia nel periodo Police che nel periodo post-Police. I Gizmo, con la partecipazione di altri musicisti italiani, tra i quali Raiz (ex Almamegretta) e Max Gazzè, si sono esibiti a Roma nel parco di Villa Ada nel luglio del 2005 per poi proseguire in tour per l'Italia.
Nel 2006 ha realizzato un film documentario sui Police, uscito in DVD, utilizzando vecchie pellicole da lui girate col suo (all'epoca) inseparabile super 8. Il film si intitola Everyone Stares: The Police Inside Out ed è stato presentato al Sundance Film Festival.
Nel 2007 torna a suonare con i Police, per un tour mondiale in occasione del trentesimo anniversario della formazione del gruppo. Inoltre per i suoi 40 anni di carriera è uscita una raccolta intitolata The Stewart Copeland Anthology che ricopre i suoi trent'anni di carriera solista.
Nel settembre 2010 ha pubblicato un'autobiografia intitolata Strange Things Happen: Life with The Police, Polo, and Pygmies.
Dal 2016 entra a far parte del supergruppo rock Gizmodrome, insieme ai musicisti Mark King (Level 42), Adrian Belew (Talking Heads, King Crimson) e Vittorio Cosma (PFM), con cui registra un album omonimo nel 2017. 
Nel 2022 firma la colonna sonora del musical prodotto dalla Fondazione Tones on the Stones The Whitches Seed che ha debuttato il 22 e 23 luglio in prima mondiale al Tones Teatro Natura di Oira in provincia del Verbano-Cusio-Ossola con protagonista Irene Grandi.

## Strumentazione e stile
Stewart usa batterie Tama, piatti Paiste e bacchette Vater.
- Tama Starclassic Custom Police Blue Sparkle Maple Wood
  - 10x8" Tom
  - 13x9" Tom
  - 12x8" Tom (a sinistra del rullante)
  - 16x16" Floor Tom
  - 18x16" Floor Tom
  - 20x14" Gong Bass
  - 22x18" Cassa
  - 14x5" Rullante Tama SC145 Stewart Copeland Signature lo
  - Tama Custom Police Blue Sparkle Octobans (x4) (realizzati appositamente per lui)
- Piatti - Paiste
  - 12" Prototype Micro Hi-Hats
  - 16" Signature Full Crash
  - 17" Signature Fast Crash
  - 18" Signature Fast Crash
  - 18" Signature Full Crash
  - 18" 2002 Flat Ride (prototipo)
  - 22" Signature Blue Bell Ride (realizzato in collaborazione con lui)
  - 10" Signature Splash
  - 8" Signature Bell
  - 8" Signature Prototype Splash
- Bacchette Vater Stewart Copeland Standard Sticks.

I suoi riferimenti batteristici sono stati Mitch Mitchell, Ginger Baker e Keith Moon.
L'innovazione del suo stile è stata quella di introdurre accenti reggae e influenze medio-orientali nella batteria rock: non limitare lo strumento al mero accompagnamento ritmico, ma riempire gli spazi musicali con giochi di hi-hat, octoban, splash e rullante, dal suono inconfondibilmente asciutto e secco. Di grande rilevanza nello stile di Copeland ha assunto l'uso dei ritmi sincopati e l'introduzione degli effetti echo e delay, applicati al set acustico. Inoltre, nel suo stile sono peculiari i personali fraseggi sull'hi-hat, suonati spesso a due mani, i fill alternati fra tom e octoban e l'uso dei rimshot. Nonostante sia mancino, suona da destrorso e utilizza l'impugnatura traditional grip, atipica nella musica rock, ma con una variante personalizzata consistente nell'utilizzo del dito indice come chiusura sul pollice e non il dito medio. Il suo approccio allo strumento è molto energico e impetuoso, nonostante possegga un notevole controllo delle dinamiche, un grande senso dello spazio ritmico associato ad una spiccata creatività. Nel suo stile è molto evidente l'uso intelligente dei rudimenti applicati sul set e una accurata personalizzazione del suono. È uno dei batteristi più originali, stimolanti, innovativi e ammirati degli anni ottanta.

## Discografia
- Rumble Fish (1983)
- The Rhythmatist (1985)
- The Equalizer & Other Cliff Hangers (1988)
- Talk Radio/Wall Street (1988)
- Highlander II (1991)
- Rapa Nui (1994)
- Silent Fall (1995)
- Noah's Ark (1995)
- Leopard's Son (1996)
- Four Days in September (1997)
- Simpatico (1999)
- Orchestralli (2004)
- La Notte della Taranta (2007) (con Raiz e Vittorio Cosma)
- The Stewart Copeland Anthology (2007)
- Dead Like Me (2010)
- Ben Hur Live (2012)

### Come Klark Kent
- Klark Kent: Music & Madness from the Kinetic Kid (1980)
- Kollected Works (1994)

### Con i Police
- Outlandos d'Amour (1978)
- Reggatta de Blanc (1979)
- Zenyatta Mondatta (1980)
- Ghost in the Machine (1981)
- Brimstone & Treacle (1982)
- Synchronicity (1983)
- Every Breath You Take - The Singles (1986)
- Greatest Hits (1992)
- Message in a Box - The Complete Recordings (1993)
- Live! (1995)
- The Very Best of Sting & The Police (1997)
- The Police (2007)
- Certifiable - Live in Buenos Aires (2008)

### Con Gizmodrome
- Gizmodrome (2017)

### Con Oysterhead
- The Grand Pecking Order (2001)

### Con Animal Logic
- Animal Logic (1989)
- Animal Logic 2 (1991)

### Con i Curved Air
- Midnight Wire (1975)
- Airborne (1976)

### Colonne sonore

#### Film
- Rusty il selvaggio (di Francis Ford Coppola, 1983)
- Wall Street (di Oliver Stone, 1987)
- Talk Radio (di Oliver Stone, 1988)
- Non guardarmi: non ti sento (di Arthur Hiller, 1989)
- Highlander II - Il ritorno (di Russell Mulcahy, 1991)
- Riff-Raff - Meglio perderli che trovarli (di Ken Loach, 1991)
- Piovono pietre (di Ken Loach, 1993)
- Fiamme di passione  (di John Duigan, 1993)
- Un giustiziere a New York (serial, 1985)
- Tyson (film TV di Uli Edel, 1995)
- Sunset Strip, regia di Adam Collis (2000)

#### Videogiochi
- Spyro the Dragon (1998)
- Spyro 2: Gateway to Glimmer (1999)
- Spyro: Year of the Dragon (2000)
- Alone in the Dark: The New Nightmare (2001)
- Spyro: Enter the Dragonfly (2002)
- Spyro: Reignited Trilogy (2018)

### Teatro
- Fondazione Tones on the Stones - The Whiches Seed

### Collaborazioni
- Brian James - Ain't That Shame (per le canzoni Ain't That Shame, Living In Sin e I Can Make You Cry)
- Mike Rutherford - Acting Very Strange
- Roger Daltrey - Under a Raging Moon
- Peter Gabriel - So
- Adam Ant - Out of Bounds
- Tom Waits - Alice
- Derek Holt - Love Lessons